# Supercopa espanyola d'hoquei sobre patins masculina 2025-2026
La Supercopa espanyola d'hoquei sobre patins masculina 2025 serà la vint-i-dosena edició de la competició. Se celebrarà el 20 i 21 de setembre de 2025 al Pavelló de les Comes d'Igualada i és organitzada per la Federació Espanyola de Patinatge. Hi participaran, el FC Barcelona, com a campió de l'OK Lliga 2024-25, el Reus Deportiu Virginias, com a campió de la Copa del Rei 2025, el Deportivo Liceo, subcampió de l'OK Lliga 2024-25, i l'Igualada HC Rigat, com a club amfitrió. La competició es disputarà en format de final a quatre, amb semifinals i final.

## Competició

### Quadre de competició
|  | Semifinals        | Semifinals  |  |  | Final | Final |
|  |                   |             |  |  |       |       |
|  | 20 de setembre    |             |  |  |       |       |
|  |                   |             |  |  |       |       |
|  | Reus Deportiu     |             |  |  |       |       |
|  | 21 de setembre    |             |  |  |       |       |
|  | Igualada Rigat HC |             |  |  |       |       |
|  | Finalista A       |             |  |  |       |       |
|  | 20 de setembre    |             |  |  |       |       |
|  |                   | Finalista B |  |  |       |       |
|  | FC Barcelona      |             |  |  |       |       |
|  |                   |             |  |  |       |       |
|  | HC Liceo          |             |  |  |       |       |
|  |                   |             |  |  |       |       |

### Semifinals
| Reus Deportiu | vs. | Igualada Rigat HC |
| ------------- | --- | ----------------- |
|               |     |                   |

Pavelló Les Comes, Igualada
| FC Barcelona | vs. | HC Liceo |
| ------------ | --- | -------- |
|              |     |          |

Pavelló Les Comes, Igualada

### Final
| Finalista A | vs. | Finalista B |
| ----------- | --- | ----------- |
|             |     |             |

Pavelló Les Comes, Igualada
| Finalista A | Finalista B |

| #          | Pos. | Nom |  |
| ---------- | ---- | --- |  |
|            | POR  |     |  |
|            |      |     |  |
|            |      |     |  |
|            |      |     |  |
|            |      |     |  |
|            |      |     |  |
|            |      |     |  |
|            |      |     |  |
|            |      |     |  |
|            | POR  |     |  |
| Entrenador |      |     |  |
|            |      |     |  |

| Campió de la Supercopa d'Espanya 2025 |
| ------------------------------------- |
|                                       |

| #          | Pos. | Nom |  |
| ---------- | ---- | --- |  |
|            | POR  |     |  |
|            |      |     |  |
|            |      |     |  |
|            |      |     |  |
|            |      |     |  |
|            |      |     |  |
|            |      |     |  |
|            |      |     |  |
|            |      |     |  |
|            | POR  |     |  |
| Entrenador |      |     |  |
|            |      |     |  |